# Fossa cranii anterior
Die Fossa cranii anterior (lat., „vordere Schädelgrube“), bei Tieren als Fossa cranii rostralis bezeichnet, ist eine Vertiefung in der inneren Höhle des Schädels. Sie ist aufgebaut aus dem mittigen Siebbein (Os ethmoidale) und den seitlich angelegten Schläfen- und Stirnbein. Der kleine Keilbeinflügel grenzt die vordere von der mittleren Schädelgrube (Fossa cranii media) ab. Die Fossa cranii anterior enthält Juga cerebralia (Erhebungen für Gehirnfurchen) und Impressiones digitatae („fingerförmige Eindrücke“ der Gehirnwindungen). In der Mitte der Grube erhebt sich ein Knochenkamm, die Crista galli (Hahnenkamm), an dem sich die aus der harten Hirnhaut (Dura mater) bestehende Hirnsichel (Falx cerebri) befestigt. Das Foramen caecum ist bei Erwachsenen verschlossen. 

## Schädeldurchtritte
| Durchtrittsstelle | Inhalt |

Schädelbasis, Fossa cranii anterior (grün)

| Lamina cribrosa   | Fila olfactoria des ersten Gehirnnervs Arteria ethmoidalis anterior und posterior Arteria meningea anterior Vena ethmoidalis anterior und posterior Nervus ethmoidalis anterior und posterior |
| Foramen caecum    | Vena emissaria |